# Miedźna (gmina)
Miedźna – gmina wiejska w województwie śląskim, w powiecie pszczyńskim. Siedziba gminy to Miedźna.
Według danych z 31 grudnia 2021 roku gminę zamieszkiwało 15 539 osób.

## Położenie
Gmina położona jest w południowej części województwa śląskiego, w powiecie pszczyńskim. W latach 1975–1998 gmina położona była w województwie katowickim, a w latach 1977–1982 była częścią gminy Brzeszcze. Znajduje się w pobliżu drogi krajowej Gdańsk–Warszawa–Bielsko-Biała–Cieszyn (DK1).

## Historia
Gmina zbiorowa Miedźna powstała w grudniu 1945 w powiecie pszczyńskim w woj. śląskim (śląsko-dąbrowskim). Według stanu z 1 stycznia 1946 gmina składała się z 5 gromad: Frydek, Gilowice, Góra, Grzawa i Miedźna. 6 lipca 1950 zmieniono nazwę woj. śląskiego na katowickie, a 9 marca 1953 kolejno na woj. stalinogrodzkie.
Według stanu z 1 lipca 1952 gmina składała się nadal z 5 gromad: Frydek, Gilowice, Góra, Grzawa i Miedźna. Gmina została zniesiona 29 września 1954 wraz z reformą wprowadzającą gromady w miejsce gmin: Miedźna (Frydek, Gilowice, Grzawa i Miedźna) i Góra (Góra). 29 lutego 1956 z gromady Miedźna wyłączono wsie Frydek i Gilowice, a z obszarów tych utworzono nową gromadę Frydek. 31 grudnia 1961 gromadę Frydek zniesiono, a jej obszar włączono do gromad Miedźna (wieś Frydek) i Góra (wieś Gilowice). Stan ten utrzymał się do końca 1972 roku, czyli do kolejnej reformy gminnej.
Gminę Miedźna reaktywowano 1 stycznia 1973 w związku z kolejną reformą administracyjną kraju w powiecie pszczyńskim w województwie katowickim. W jej skład weszło tym razem 6 sołectw Frydek, Gilowice, Góra, Grzawa, Miedźna, Wola, a więc do gminy dołączyła Wola, która w latach 1945–54 należała do gminy Bojszowy.
1 lutego 1977 gmina Miedźna została zniesiona, a z jej obszaru oraz ze znoszonej gminy Jawiszowice utworzono nową wiejską gminę Brzeszcze z siedzibą gminnych organów władzy i administracji państwowej w Brzeszczach (stanowiącym odrębną gminę miejską). Tak skonfigurowana gmina obwarzankowa sztucznie przecięła historycznie utrwaloną granicę między Małopolską a Śląskiem i nie dała się utrzymać.
Niecałe sześć lat później, 1 października 1982 gmina Miedźna ponownie się usamodzielniła przez wyłączenie z gminy Brzeszcze sołectw Frydek, Gilowice, Góra, Grzawa, Miedźna, Wola.

## Struktura powierzchni
Według danych na dzień 31.12.2021 r. Gmina Miedźna ma powierzchni 161,8 ha, w tym:
- grunty rolne: 52,5 ha
- rowy: 1,4 ha
- tereny zurbanizowane: 43,4 ha
- tereny komunikacyjne: 64,5 ha

## Demografia
Dane z 31 grudnia 2021:
| Opis      | Ogółem | Ogółem | Kobiety | Kobiety | Mężczyźni | Mężczyźni |
| --------- | ------ | ------ | ------- | ------- | --------- | --------- |
| jednostka | osób   | %      | osób    | %       | osób      | %         |
| populacja | 15 539 | 100    | 7880    | 50,71   | 7659      | 49,29     |

## Sołectwa
Frydek, Gilowice, Góra, Grzawa, Miedźna, Wola.

## Sąsiednie gminy
Bestwina, Bojszowy, Brzeszcze, Oświęcim, Wilamowice, Pszczyna

## Miasta partnerskie
- Zbaraż